# Hill and Moor
 (septembre 2023).
Hill and Moor est une paroisse civile du Worcestershire, en Angleterre.